# Lilium nepalense
Lilium nepalense is een soort lelie die van nature voorkomt in de centrale en oostelijke Himalaya.

## Kenmerken
Lilium nepalense kan 40 tot 120 cm hoog worden. De bollen zijn rond van vorm en ongeveer 2 cm groot. De bollen zijn bedekt met witte, lancetvormige schubben. Uit de bol groeien zijwaarts stolonen en opwaarts een gladde stengel, waaraan de loofbladeren en de bloem groeien. De loofbladeren zijn lancetvormig, 5 tot 10 cm lang en 2 tot 3 cm breed. Ze hebben vijf parallelle nerven en een gladde bladrand.
De plant bloeit in juni of juli. Elke plant kan 1 tot 15 alleenstaande of tot 5 in een pluim staande, geknikte, trompetvormige bloemen, die sterk naar indool ruiken. De bloemen hebben een drietallige symmetrie en zijn tweeslachtig. De zes kroonbladeren zijn terugwaarts omgekruld, 6 tot 13 cm lang en 1,6 tot 2 cm breed. De grondkleur van de bloemen is groenig wit tot limoengeel; in zeldzame gevallen oranjegeel. Naar binnen toe gaat deze kleur over in de donkere, purperen binnenkant van de trechter. De meeldraden zijn 8 tot 25 mm lang. De helmdraden zijn bruin, 5 tot 5,5 cm lang en kleverig. Het pollen heeft dezelfde kleur. De honingklier is glad. Het vruchtbeginsel is cilindrisch. Eraan vast zit een 4 tot 5 cm grote stijl met een uitdijende stempel, die een doorsnede van ongeveer 4 mm heeft. Uit de vrouwelijke bloem groeit een doosvrucht waarin zich een zaad bevindt, dat op epigeïsche wijze ontkiemt.

## Verspreiding
Lilium nepalense groeit op vochtige plekken, bij voorkeur op een lemige bodem. De standplaats ligt bij voorkeur in de schaduw, maar de bloemen groeien bij voorkeur in de Zon. De plant kan daarom gevonden worden in gemengd bos of natuurlijke hagen, in de lagere delen van de gematigde zone van het hooggebergte, tussen de 2600 en 2900 m hoogte. Af en toe wordt de plant ook lager aangetroffen, tot op 2100 m hoogte.
Lilium nepalense is genoemd naar Nepal en komt over de gehele breedte van dat land voor. Ook wordt de soort aangetroffen in aangrenzende gebieden in Uttarakhand, Sikkim, Bhutan, Arunachal Pradesh, Assam, het uiterste zuidoosten van Tibet, het noorden van Myanmar en de Chinese provincie Yunnan.
Er worden drie ondersoorten onderscheiden:
- Lilium nepalense nepalense, de "normale" variëteit;
- Lilium nepalense concolor, waarbij de bloembladeren limoengeel zijn, zonder purperen binnenste - deze ondersoort is vooral in Assam te vinden;
- Lilium nepalense robustum, waarbij de bloem groenig is en groter dan bij de andere ondersoorten.

... · 
L. bulbiferum subsp. croceum (Roggelelie) · 
L. grayi · 
L. martagon (Turkse lelie) · 
L. nepalense · 
L. pumilum · 
...